# Ротонда

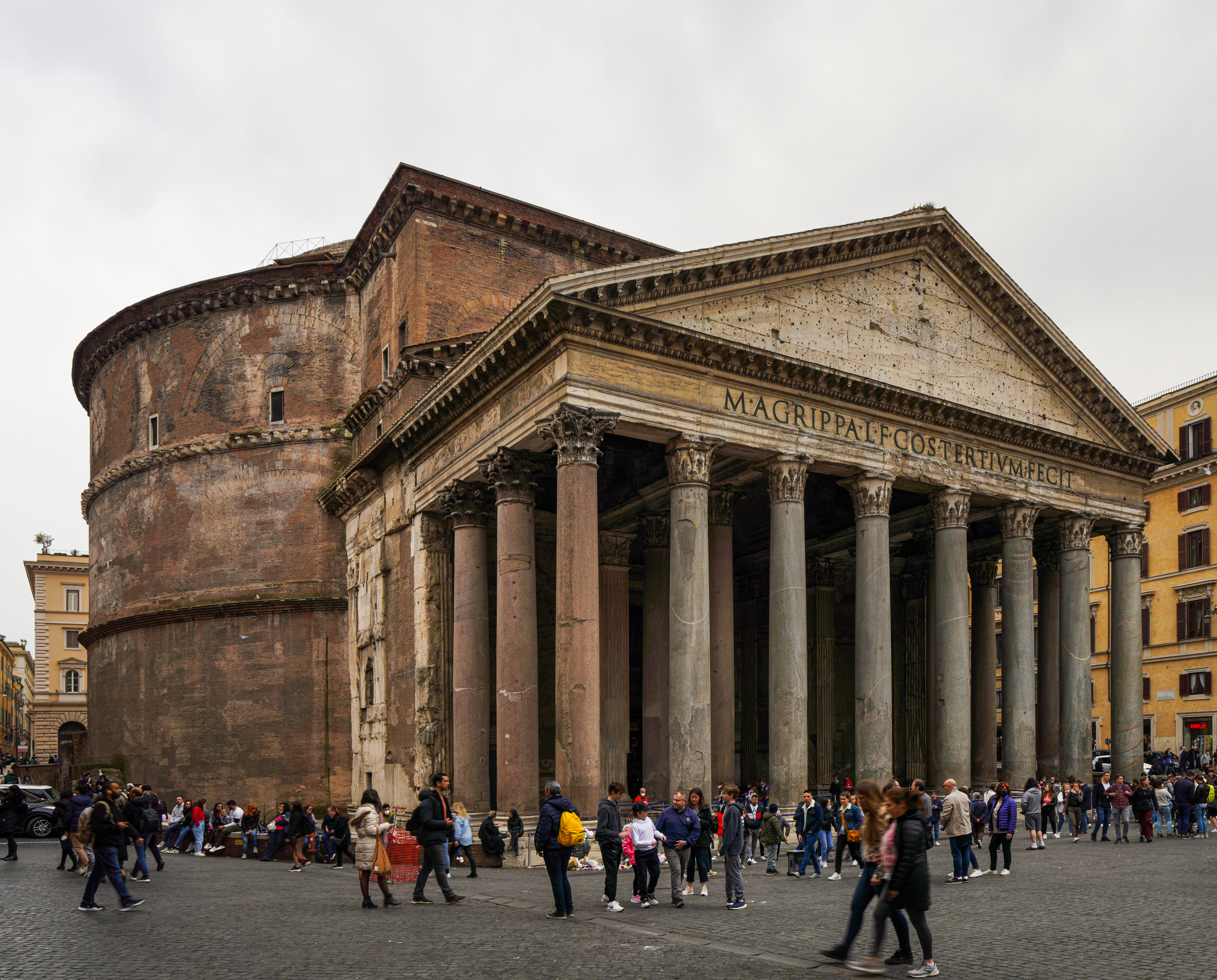
Пантеон (Рим) (II ст.)

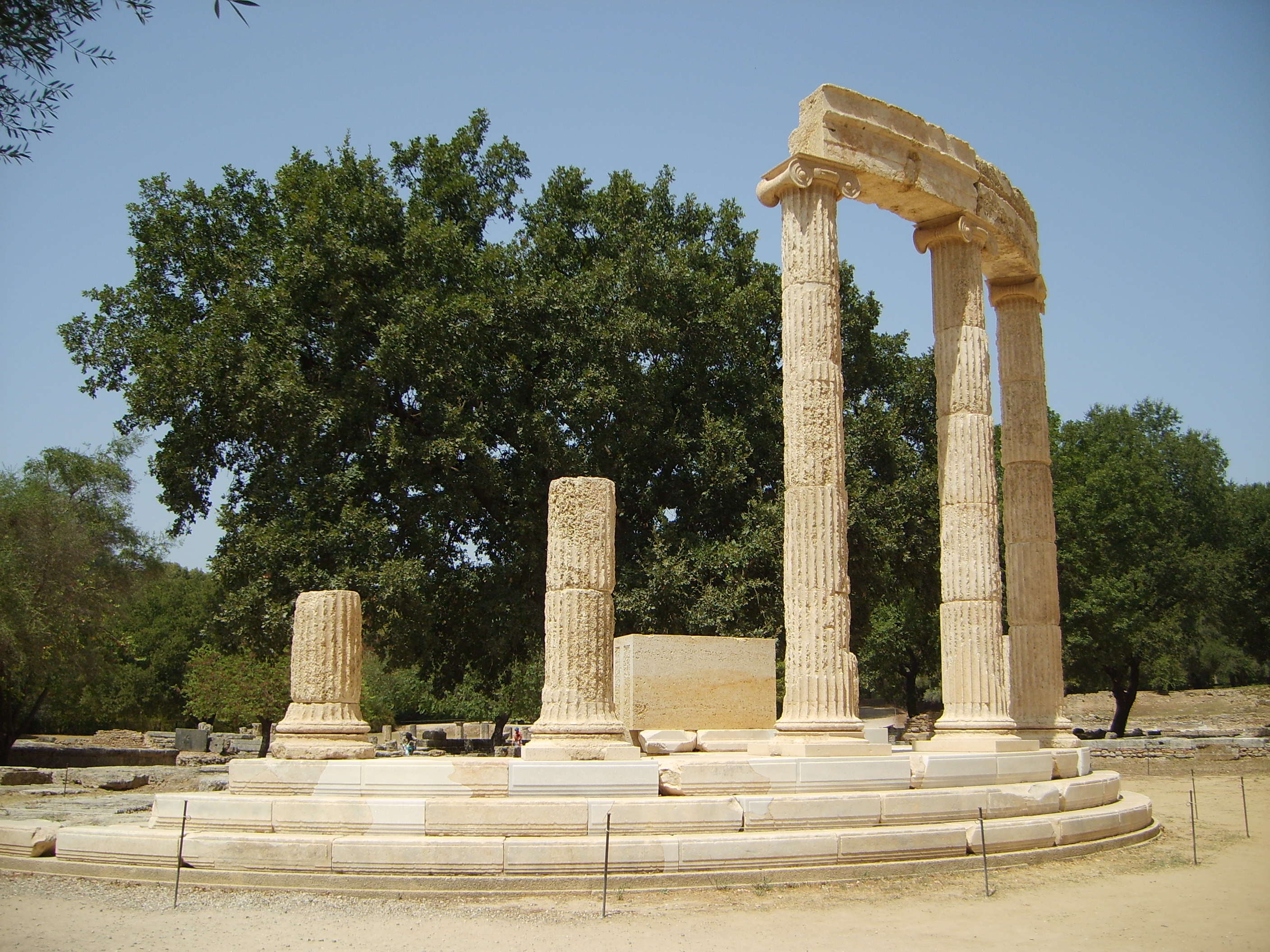
Толос Олімпійський, або храм Філіпа II, Олімпія

Рото́нда (італ. rotonda)(лат. rotunda — «кругла») — кругла в плані споруда, зазвичай увінчана банею. По периметру ротонди нерідко стоять колони. Форму ротонди мають давньогрецькі толоси, деякі давньоримські храми (наприклад Пантеон) та мавзолеї, баптистерії, окремі християнські церкви (переважно романського стилю, епохи Відродження та в стилі класицизму), зали, а також з XVIII ст. — паркові павільйони.

## Ротонди в Україні
Херсонеська ротонда в Херсонесі Таврійському (до 602 р.).
Будова мала круглу центральну частину з чотирма раменами-апсидами, що стояли в формі рівнораменного хреста. Посередині містився круглий мармуровий басейн, на дні якого був викутий хрест. Вчені зробили висновок, що це була хрестильня при головній церкві Херсонесу. В кін. XIX ст. руїни церкви були ще до середини вікон. Після 1891 року через недбальство російської влади церкву разом з іншими розібрано. Церква була збудована з почергових рядів квадратової цегли та каміння. Стіни ротонди були обкладені мармуровими плитами з мозаїками та фресками. Над апсидами були склепіння. За планом заложення була триконхом.
За часів Київської Русі та Руського королівства храми-ротонди романського стилю споруджувалися переважно у великих містах — у Києві, Галичі, Перемишлі, Володимирі-Волинському, Львові. Невеликі ротонди ХІІІ — поч. XIV століть збереглися в Ужгороді (Горянська ротонда), Столп'ю (Холмщина), Нижанковичах та Чернихівцях.
Нечасто, але трапляються ротонди доби класицизму, бароко. Ротондою є костел Св. Йосипа в парку Підгорецького замку — витвір архітектора Кароля Романуса, збудований у 1752–1766 рр, церква в селі Підмостичі, а також Собор Різдва Пресвятої Богородиці (1837 р.) у м. Хмельницькому.
На Київщині прикладами храмів-ротонд є Свято-Троїцька церква у Богуславі, Церква Воскресіння Христового у селі Воскресенське та Троїцька церква у Яготині (зруйнована 1936 року, відтворена у 1999–2015 рр.).
У Києві є 2 храми-ротонди — Церква святого Миколая на Аскольдовій могилі та Воскресенська церква у Флорівському монастирі.
Головний павільйон Національного експоцентру України, висота якого — 65 метрів, та павільйон Експоцентру «Зернові культури» (архітектор — Борис Жежерін), побудовані в радянському періоді, теж є характерними представниками споруд ротондного типу.

## Відомі ротонди

### Релігійні споруди
- Баптистерій на площі Міраколі, Піза, Італія.
- Пантеон, Рим, Італія, спочатку побудований як храм семи божеств семи планет у державній релігії Стародавнього Риму; нині використовується як базиліка під неофіційною назвою Санта-Марія-делла-Ротонда
- Санто-Стефано Ротондо, Рим.
- Церква Ротонда в Салоніках, побудована як «Гробниця Галерія» в 306 році нашої ери.
- Ротонда Святого Георгія в Софії, Болгарія, ранньохристиянська церква IV століття.
- Собор Святого Георгія в Звартноці, Вірменія.
- Ротонда Святого Мартина у Вишеградському замку, Прага, Чехія.
- Ротонда Святої Марії Ассунти в Мості, Мальта.
- Храмова церква в Лондоні .
- Герцогська ротонда Діви Марії та Святої Катерини в Зноймо, Чехія.
- Храми Чаусатхі Йогіні в Індії в Хірапурі, Джабалпурі та Морені
- Будинок поклоніння бахаї у Вілметті, штат Іллінойс, США.
- Ротонда в Олдершоті у Великій Британії, побудована в 1876 році і знесена в 1980-х

### Будинки для розваг
- Сади Ранела в Лондоні, побудовані в 1740-х роках і знесені в 1805 році. Їх розписав Каналетто.
- Пантеон, Лондон, відкритий у 1772 році, знесений у 1937 році.
- Центр дозвілля у Форт-Ріджент, у Сент-Гелієр, Джерсі, постійне місце для шоу, концертів та заходів
- Внутрішня ротонда в театрі імені Майкла Меддокса Петровського, Москва (згоріла в 1805 році).
- Театр Гейт в Дубліні, Ірландія (колишня частина лікарні Ротонда, побудована в 1757 році).
- Раундхаус в Лондоні, спочатку побудований в 1847 році як депо для рухомого складу, він використовувався як магазин джину, поки не був перетворений на театр у 1960-х роках.
- Королівський Альберт Гол у Лондоні, Англія.
- Театр IMAX в Лондоні, Англія.
- Ротонда Джекі Робінсона на Сіті Філд.
- Румунський Атенеум в Бухаресті. Це концертний зал і пам'ятка румунської столиці. Відкрита в 1888 році, багато прикрашена куполоподібна кругла будівля є головним концертним залом міста та домом філармонії «Джордж Енеску» та щорічного міжнародного музичного фестивалю Джорджа Енеску.
- Стадіон Огайо в Колумбусі, штат Огайо, побудований в 1922 році

### Житлові будинки
- Вілла Капра «Ла Ротонда» італійського архітектора епохи Відродження Андреа Палладіо у Віченці, Італія.
- Ickworth House в Саффолку, Англія .
- Замок Мерворт в графстві Кент, Англія.
- Ротонда в Бірмінгемі, Англія , побудована як офісна будівля в 1964 році.
- Будівля Ротонда, Норфолк, Вірджинія, відбудована в 2007 році.

### Будинки для навчання
- Камера Редкліффа, Оксфорд, завершена в 1748 році.
- Ротонда в університеті Вірджинії, побудована в 1826 році.
- Читальний зал Британського музею, Лондон, побудований в 1857 році.
- Музей ротонди, Скарборо, Північний Йоркшир .
- Центральна бібліотека, Манчестер.
- Даллас Хол у Південному методистському університеті, Даллас, штат Техас, побудований в 1911 році.
- Grawemeyer Hall в Університеті Луїсвілля, побудований в 1926 році.
- Стокгольмська публічна бібліотека, Стокгольм, побудована в 1928 році.
- Університет Умео, Умео, побудований в 1972 році.
- Музейний центр Цинциннаті на терміналі Юніон, побудований в 1933 році.
- Музей науки Вірджинії, побудований в 1919 році
- Центр Вятта Університету Вандербільта.
- Центр мистецтв Дороті Янг Університету Дрю побудований у 2002 році та відкритий у 2003 році.
- Центр активності кампуса в Університеті Томпсона Ріверс, Камлупс, Британська Колумбія.
- Ruffner Hall в Лонгвудському університеті  побудований в 1839 році, реконструйований в 2004 році

### Урядові будівлі
- Ратуша Сан-Франциско
- Вулик, виконавче крило будівлі парламенту Нової Зеландії
- Ротонда Капітолія штату Каліфорнія  в Сакраменто, Каліфорнія.
- Бібліотека парламенту, бібліотека для канадських парламентарів. Єдиний компонент Центрального блоку парламенту, який пережив пожежу 1916 року
- Ротонди, Маршам-стріт, підземна споруда на Маршем-стріт у Лондоні
- Самсад Бхаван, або федеральний парламент Індії, в Нью-Делі
- Ротонда мерії Сан-Хосе в Сан-Хосе, Каліфорнія, повністю скляна постмодерна структура
- Ротонда Капітолія США
- Капітолій штату Західна Вірджинія
- Ротонда Капітолія штату Вісконсин
- Капітолій штату Вермонт

### Комерційні будівлі
- Будівля Capitol Records в Голлівуді, Лос-Анджелес, Каліфорнія

## Галерея

Київська ротонда
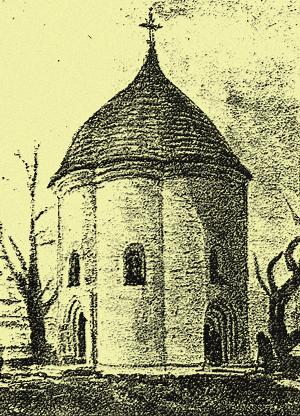
Василівська ротонда
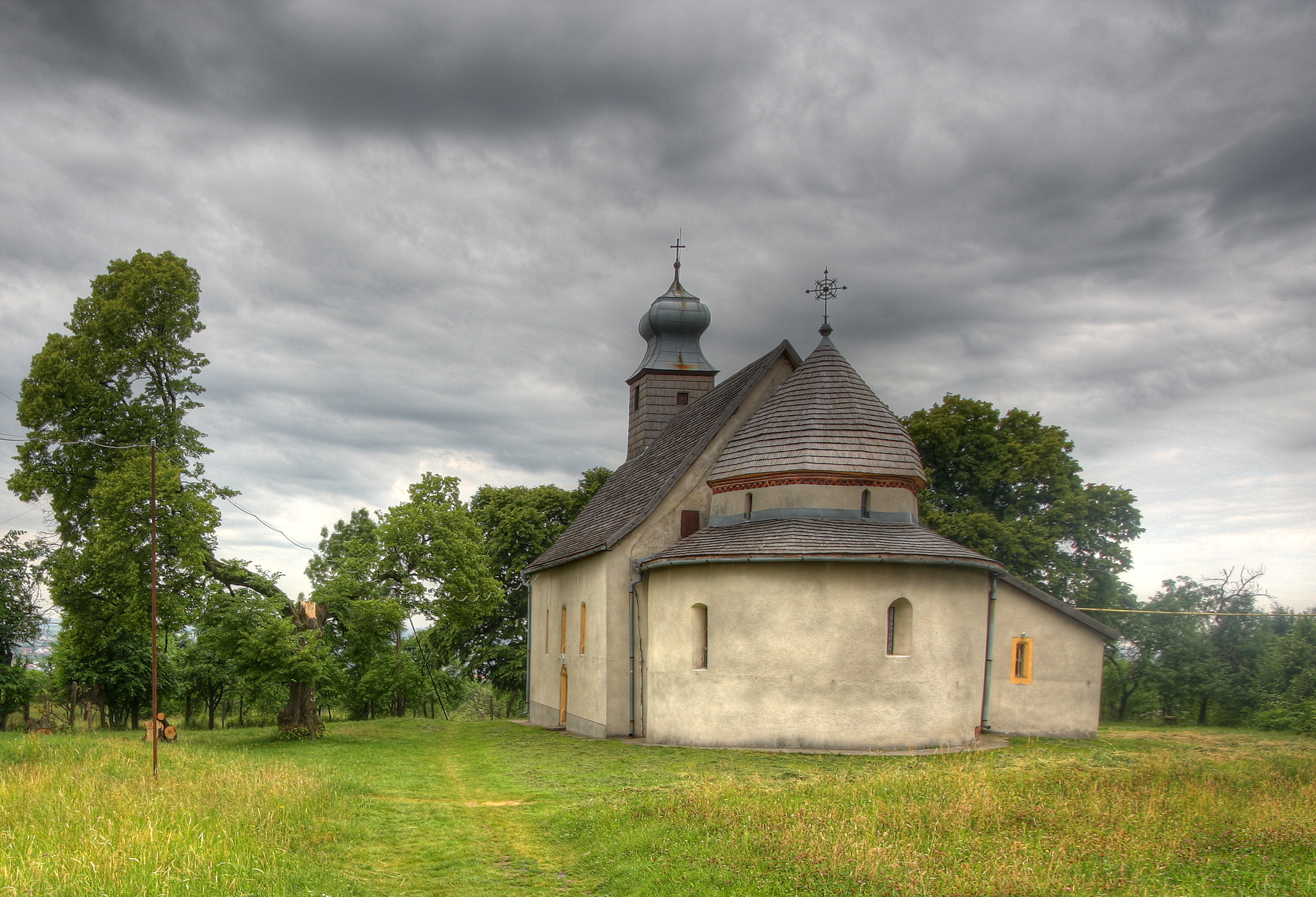
Горянська ротонда
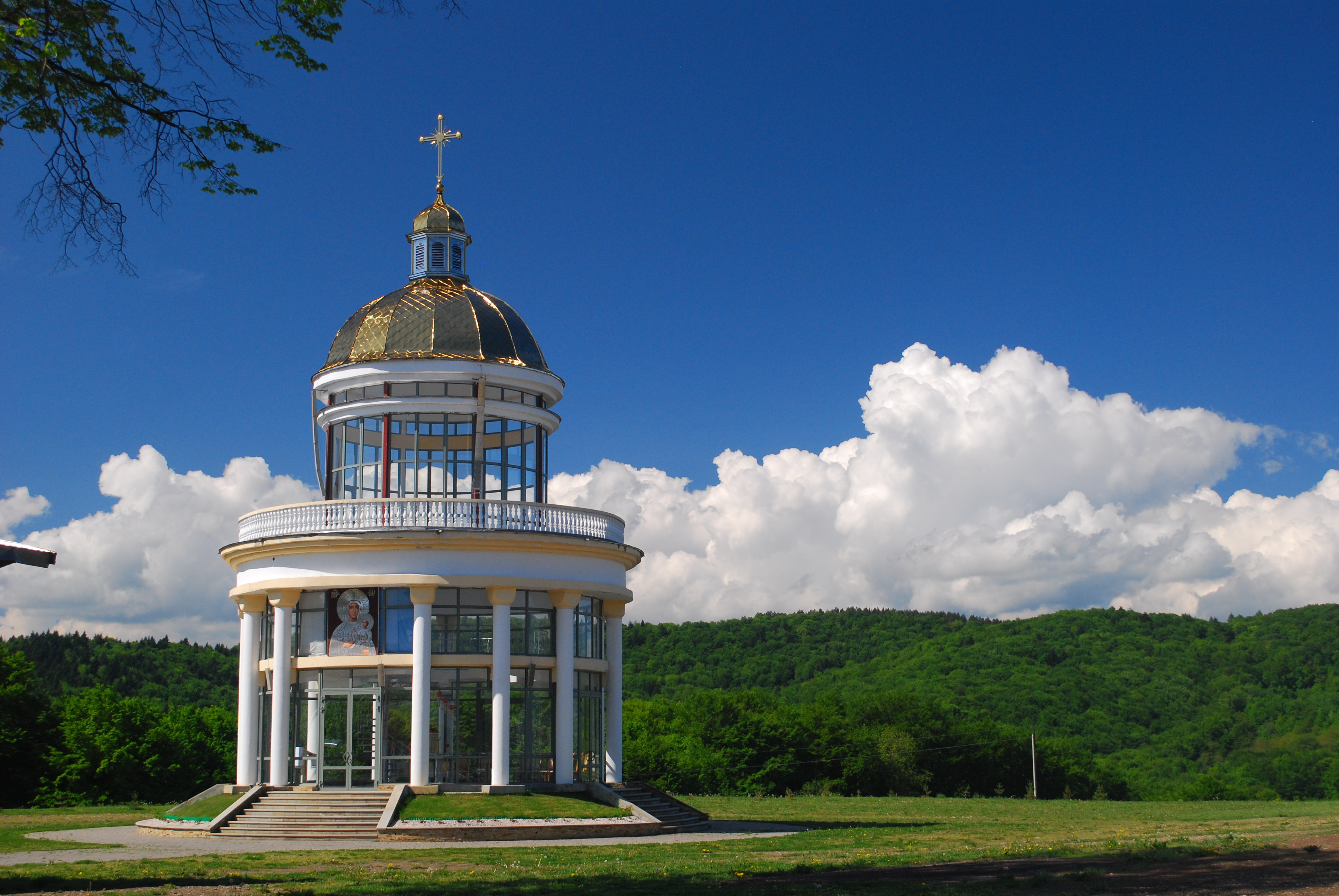
Ротонда в Гошівському монастирі оо. Василіян
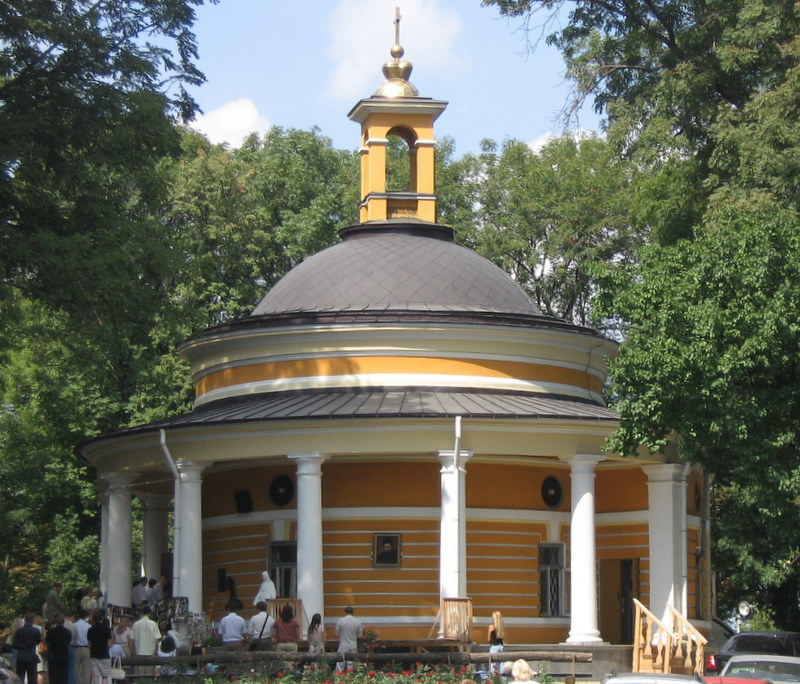
Церква Святого Миколая на Аскольдовій могилі
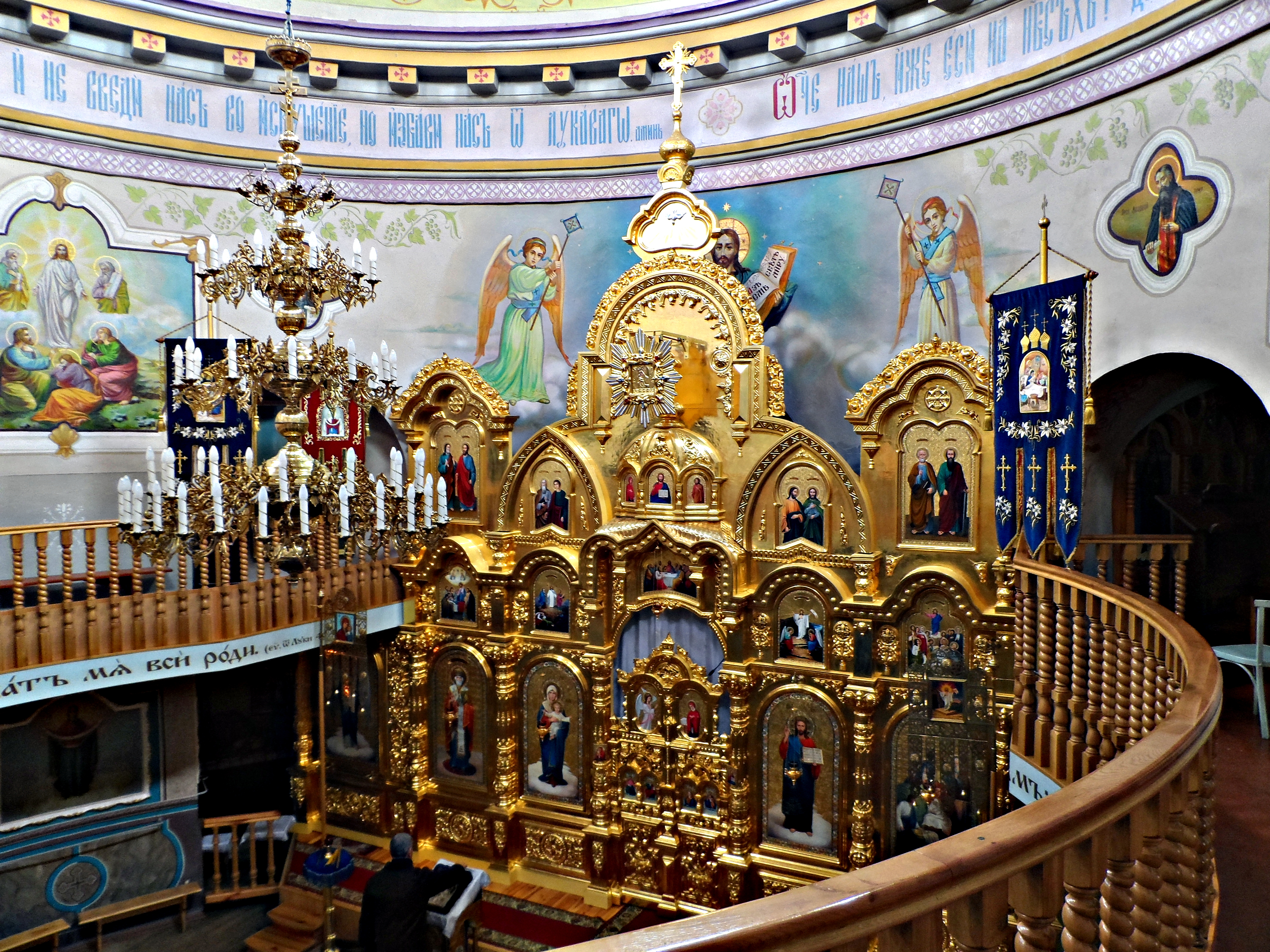
Церква Різдва Пресвятої Богородиці, м. Хмельницький

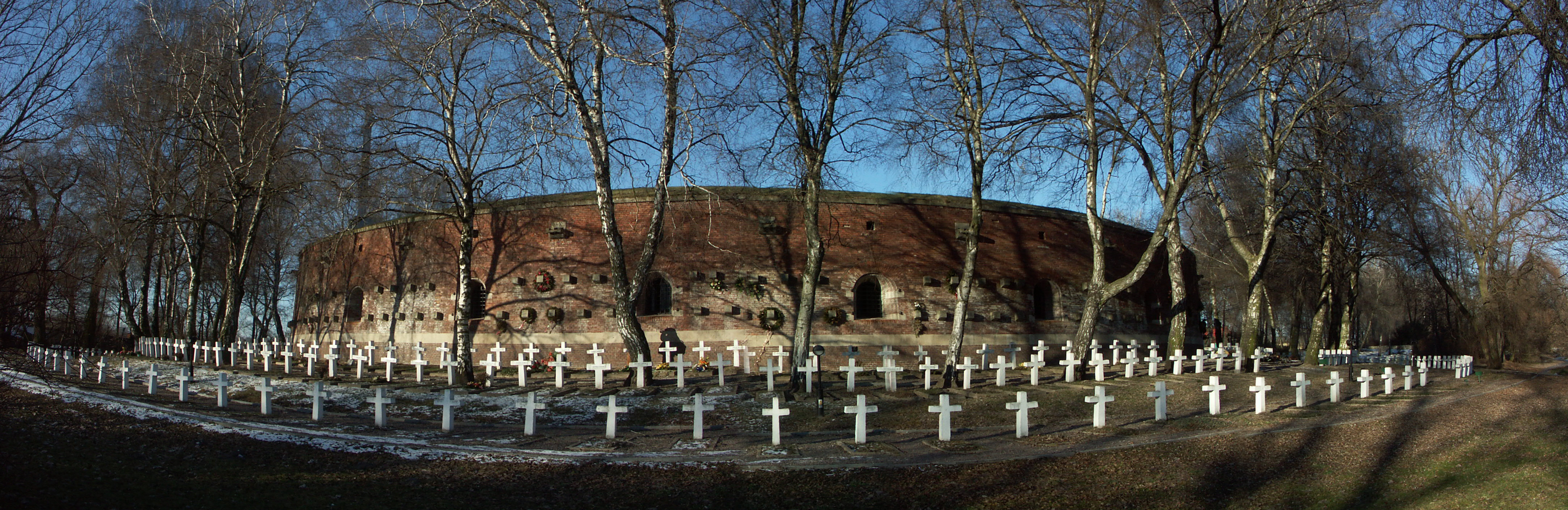
Ротонда у Замості, Польща
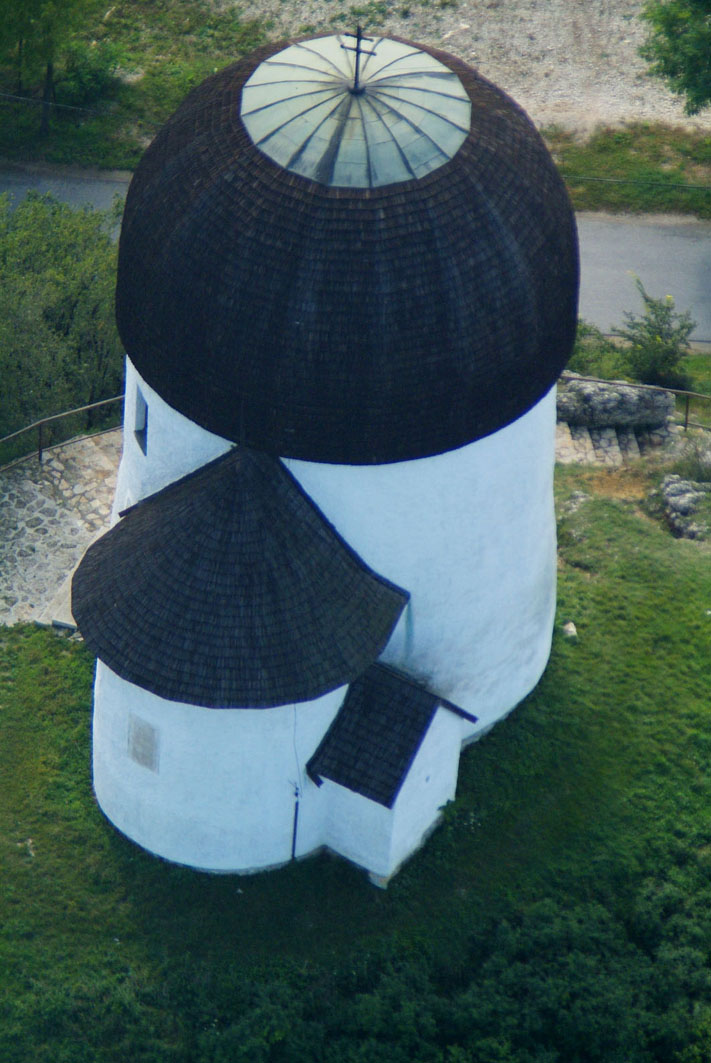
Ротонда м. Öskü, Веспрем, Угорщина
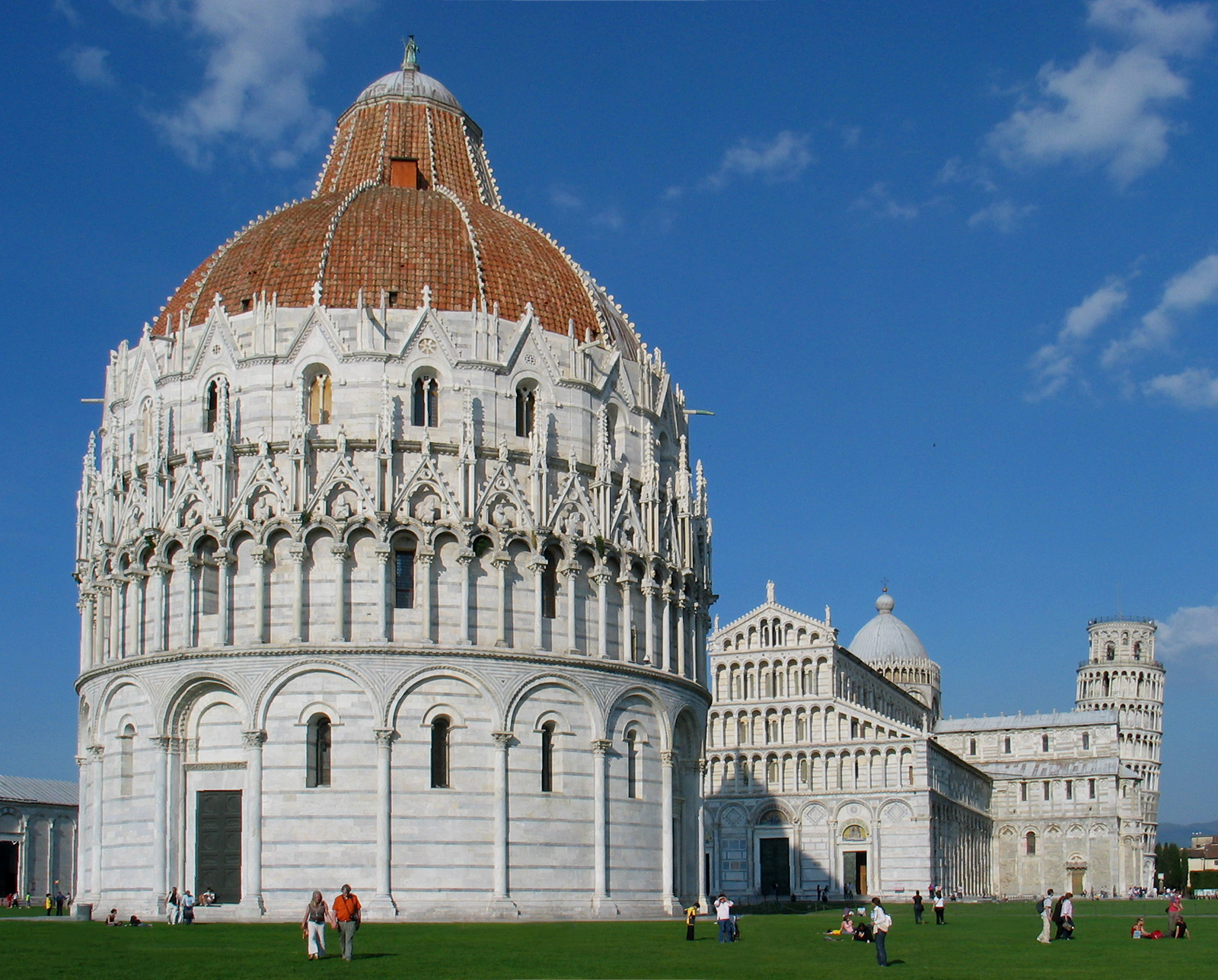
Ротонда в Пізі, Італія
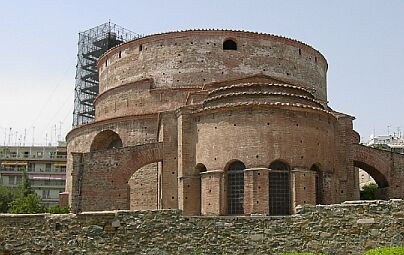
Ротонда Св. Георгія в Салоніках, Греція
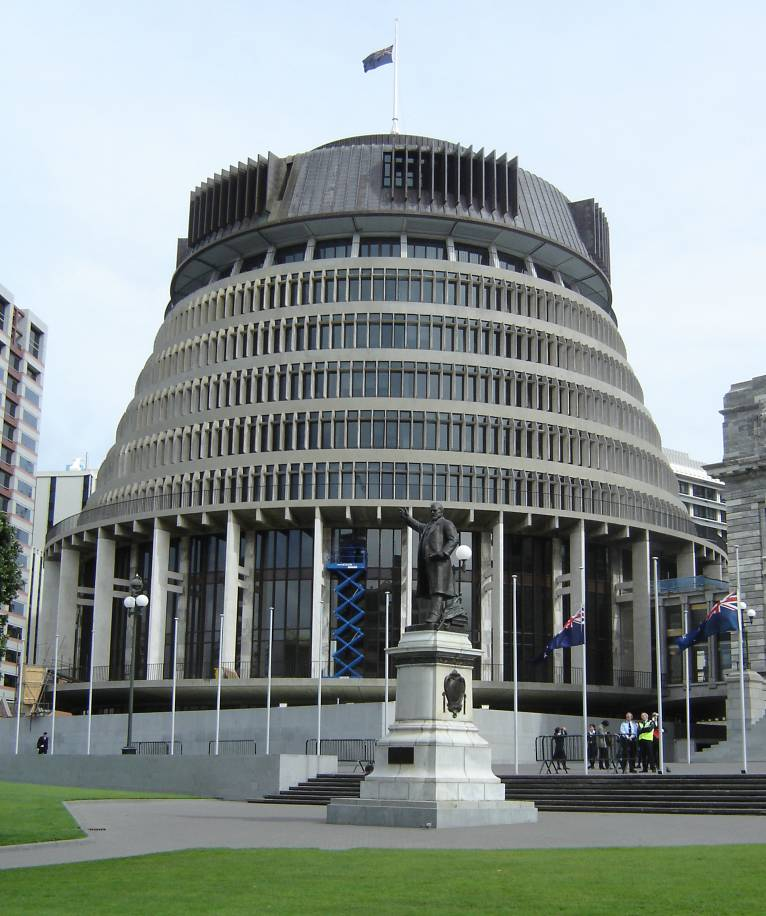
Будинок парламенту у Веллінгтоні, Нова Зеландія
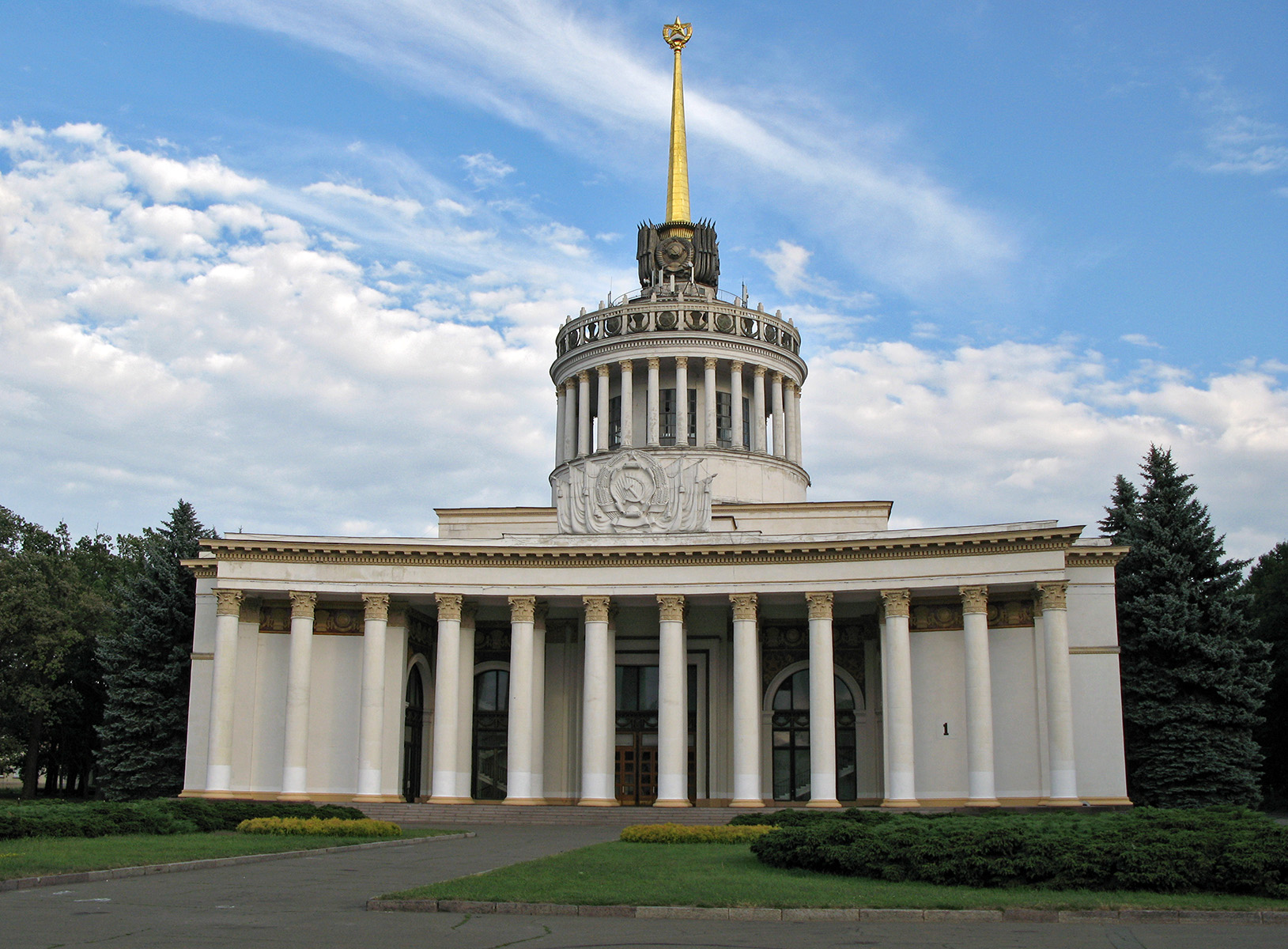
Головний павільйон Національного експоцентру